# Поєніле (Бузеу)
Поєніле (рум. Poienile) — село у повіті Бузеу в Румунії. Адміністративно підпорядковане місту Петирладжеле.
Село розташоване на відстані 94 км на північ від Бухареста, 38 км на захід від Бузеу, 132 км на захід від Галаца, 72 км на південний схід від Брашова.

## Населення
За даними перепису населення 2002 року у селі проживали 355 осіб, усі — румуни. Усі жителі села рідною мовою назвали румунську.